# Vanessa Vermaut
Vanessa Vermaut is een Belgisch krachtbalster.

## Levensloop
Vermaut was actief bij KRB Loppem. Ze werd viermaal verkozen tot Speelster van het Jaar (2000, '01, '02 en '03).